# ヴァイマル、デッサウ及びベルナウのバウハウスとその関連遺産群
ヴァイマル、デッサウ及びベルナウのバウハウスとその関連遺産群（ヴァイマル、デッサウおよびベルナウのバウハウスとそのかんれんいさんぐん）は、1996年に登録されたドイツの世界遺産のひとつで、2017年にベルナウ・バイ・ベルリンの関連遺産などを拡大登録し、現在の名称になった。ドイツのモダニズム建築に重要な影響を及ぼした建築学校バウハウスにかかわる物件がまとめて登録されている。バウハウスはヴァイマル、デッサウ、ベルリンの順に移転したが、最後のベルリンは末期のごく短い期間しか存在していなかった。
この世界遺産の当初の登録名は「ヴァイマルとデッサウのバウハウスとその関連遺産群」だった。

## 歴史

### ヴァイマル
バウハウスは、1919年に、ヴァルター・グロピウスの手によって保守的な都市ヴァイマルに建設された。これはヴァイマル美術工芸学校（the Weimar School of Arts and Crafts）とヴァイマル美術アカデミー（the Weimar Academy of Fine Arts）を合併したものだった。
彼は開校の辞で、職人や芸術家の間に傲岸な障壁を生起する階級差別を排した、新たな職人ギルドを打ち立てることを宣言した。
第一次世界大戦前のヴァイマルの作業場にあったものは、戦争中にほとんどが売却された。バウハウスにとっての初期の狙いは、建築学校、技術学校、美術アカデミーを混成したものになることであったが、内外で論争が惹起された。
グロピウスは、終戦と共に歴史の新しい時代が始まったのだということを説いた。彼は、この新しい時代を反映した新しい建築様式を創出しようとしていた。建築や消費財における彼の様式は、機能的かつ安価で、大量生産に適したものであった。彼は最後まで芸術と技術を、芸術的主張を伴いつつも高性能であるような機能主義に高めることを目指して、統一しようとした。バウハウスは、雑誌『バウハウス』を発刊すると共に、「バウハウス叢書」（Bauhausbücher）も刊行した。
アメリカ合衆国やイギリスが持っている原材料がドイツには欠けていたので、彼らはその分熟練労働力が持つ練達さと、革新的で高性能な商品を輸出する能力に頼らなければならなかった。したがってデザイナーが必要になり、そのための芸術教育の新しい形式もまた要請された。バウハウスの理念は、芸術家は産業と共に働いて鍛えられるというものだった。
テオ・ファン・デスブルク（Theo van Doesburg）とその批評の出現は、グロピウスに影響を与えた。彼は当時、ヨハネス・イッテンによって教えられていたもの、すなわち表現主義は、彼の意図していたものではないことを悟った。イッテンは結局学校を去り、後任にはモホリ＝ナジ・ラースローが就いた。
バウハウスへのテューリンゲン議会の支援は、社会民主党に由来していたが、1924年2月に、社会民主党は州議会の与党から転落した。文部省は六ヶ月契約でスタッフを置き、助成金を半減させた。彼らはすでに資金調達のための別の拠り所を探していた。彼は1925年3月末をもってヴァイマルのバウハウスを閉校することを発表した。
バウハウスがデッサウに移った後のヴァイマルにも、保守的政治体制に余り対抗的ではない教師やスタッフと共に、工業デザイン学校が残った。この学校は建築・土木工科大学（the Technical University of Architecture and Civil Engineering）として知られたが、1996年にバウハウス大学ヴァイマル（Bauhaus University Weimar）に改称された。

### デッサウ
デッサウ時代に、バウハウスは顕著な方向性の転換を図った。エレーヌ・ホフマンによれば、グロピウスは新しい建築プログラムの遂行のために、オランダ人建築家のマルト・スタム（Mart Stam）に接触した。スタムに断られると、ABCグループでのスタムの友人で同僚だったハンネス・マイヤーに切り替えたが、グロピウスはこの決定を悔やむことになる。
カリスマ性を持ったマイヤーは、1928年2月には2代目学長の座におさまり、バウハウスに2つの最重要な建築物の委託を取り付けた。その2つとは、デッサウの5棟の片廊下式集合住宅と、ベルナウの全ドイツ労働組合総連合（ADGB）の連合学校本部棟であり、それらは現存している。マイヤーは、顧客へのプレゼンテーションで計測と計算を好み、コスト削減のために規格品の建築部品を使うことも好んだ。このアプローチは潜在的な顧客をひきつけ、1929年には彼のリーダーシップのもとで、バウハウスは最初の収益を上げた。
しかし、マイヤーは多くの衝突も引き起こした。ラディカルな機能主義者として、彼は審美的なプログラムには我慢がならなかったので、長く指導に当たってきたヘルベルト・バイヤー、マーセル・ブロイアーらに辞職を迫った。口煩い共産主義者としては、彼は共産主義的な学生団体の結成を後押しした。政治的状況が剣呑としたものになるにしたがって、こうした振る舞いはデッサウのバウハウスの存続や関わりのある人々の安全を脅かすものとなった。マイヤー自身が生徒の一人と関係をもった性的なスキャンダルで危うくなったので、グロピウスは1930年に彼を解雇した。
デッサウのバウハウスも1932年に閉鎖されて、ベルリンへと移った。

### ベルリン
ナチもアドルフ・ヒトラー自身も、1930年代に確固たる建築理念をもち合わせていたわけではないが、ヴィルヘルム・フリックやアルフレート・ローゼンベルクといったナチ御用達の書き手たちは、バウハウスに「非ゲルマン的」とのレッテルを貼り、故意に公共の議論を引き起こすためにそのモダニズム様式を批判した。
1930年代初頭に、彼らは徐々にバウハウスを共産主義者や社会自由主義者らの前線として特徴付けていった。確かに、2代目の学長であったマイヤーは共産主義者を自任していたし、彼とその忠実な生徒たちが1930年にソビエト連邦へと亡命したのは事実である。
政治的な圧力の中、バウハウスは1933年4月11日にナチの命令で閉鎖された。この閉鎖についてや、ミース・ファン・デル・ローエの反応などは、エレーヌ・ホフマンの研究に詳しい。

## 登録対象

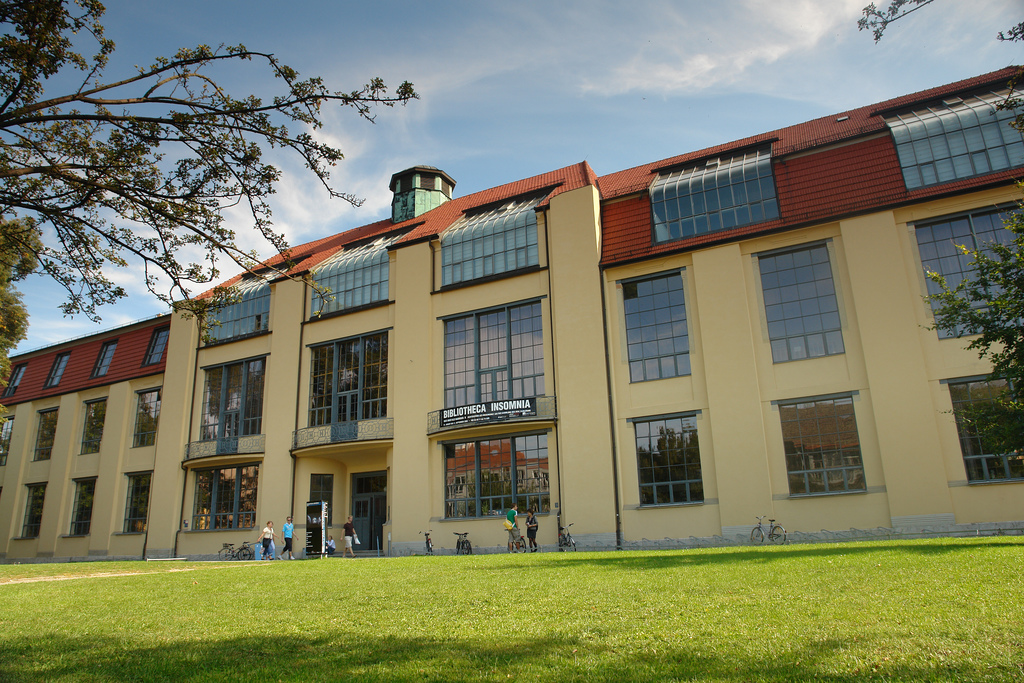
バウハウス大学本部棟

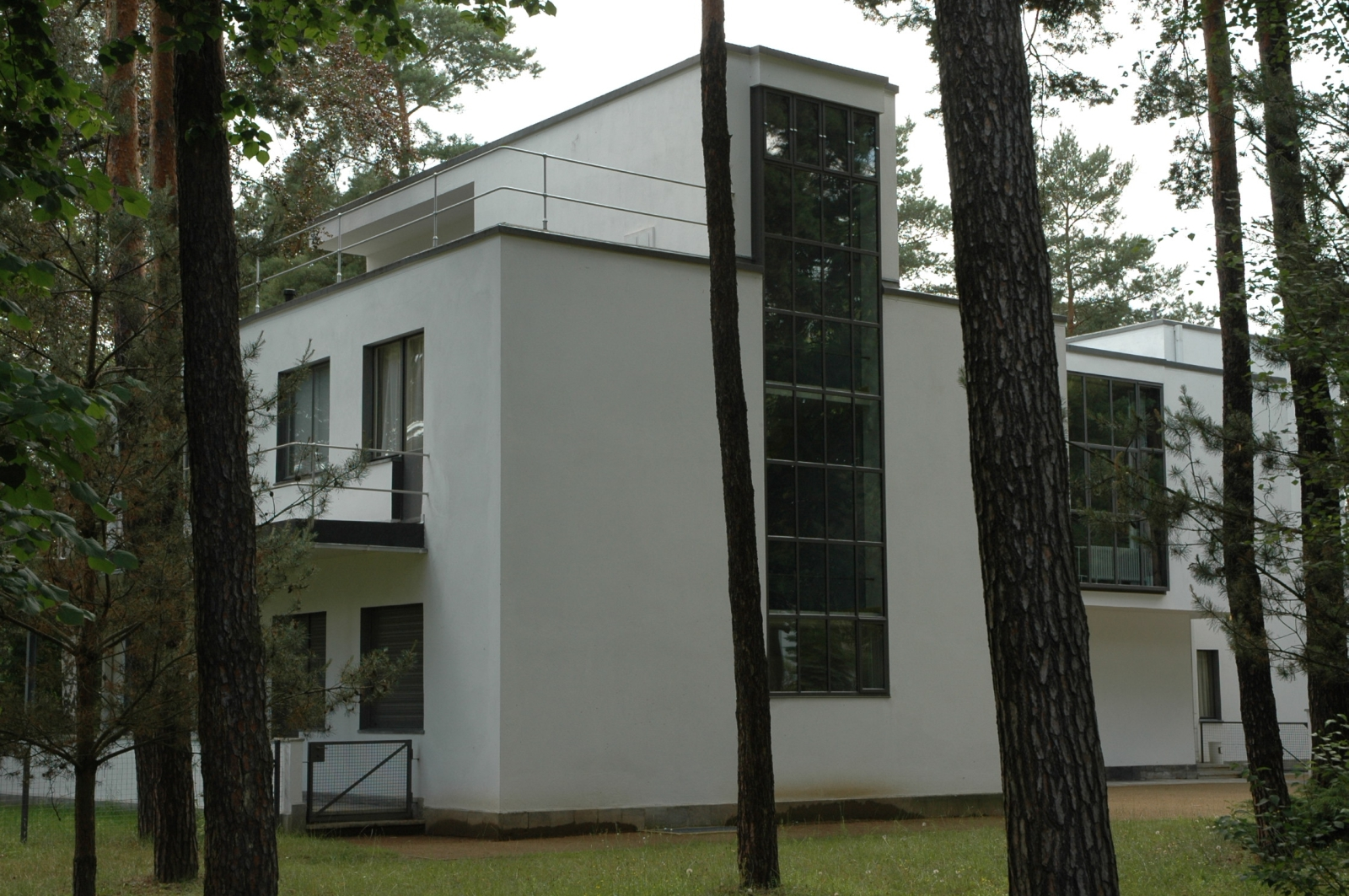
デッサウの「親方の家」

世界遺産に登録されているのは、以下の11件である。IDは世界遺産登録上のもので、英語表記は世界遺産としての登録名（いずれもユネスコ世界遺産センターによる。英語表記ではバウハウス大学が旧称の「建築・土木工科大学」のままになっているが、原資料に従った）。

### ヴァイマル
- バウハウス大学本部棟（Main building of the Weimar Academy for Architecture and Building Arts - University, ID729-001）- 所在地Weimar, Geschwister-Scholl-Strasse 8
- バウハウス大学のヴァン・デ・ヴェルデが手がけた建物（The Van-de-Velde building of the Academy for Architecture and Building Arts -University, ID 729-002）- 所在地Weimar, Geschwister-Scholl-Strasse 7
- ハウス・アム・ホルン（The “Haus am Horn”, ID 729-003）

### デッサウ
- デッサウ・バウハウス（The Bauhaus, ID 729-004）
- 親方の家（The Masters’ Houses, ID 729-005）

### 2017年の拡大登録分
上述のマイヤーが手がけた5棟の片廊下式集合住宅と、ベルナウのADGB連合学校が加えられた。
- House with Balcony access - Peterholzstr. 40 (ID 729bis-006)
- House with Balcony access - Peterholzstr. 48 (ID 729bis-007)
- House with Balcony access - Peterholzstr. 56 (ID 729bis-008)
- House with Balcony access - Mittelbreite 6 (ID 729bis-009)
- House with Balcony access - Mittelbreite 14 (ID 729bis-010)
- The ADGB Trade Union School (ID 729bis-011)

## 登録基準
この世界遺産は世界遺産登録基準のうち、以下の条件を満たし、登録された（以下の基準は世界遺産センター公表の登録基準からの翻訳、引用である）。
- (2) ある期間を通じてまたはある文化圏において、建築、技術、記念碑的芸術、都市計画、景観デザインの発展に関し、人類の価値の重要な交流を示すもの。
- (4) 人類の歴史上重要な時代を例証する建築様式、建築物群、技術の集積または景観の優れた例。
- (6) 顕著で普遍的な意義を有する出来事、現存する伝統、思想、信仰または芸術的、文学的作品と直接にまたは明白に関連するもの（この基準は他の基準と組み合わせて用いるのが望ましいと世界遺産委員会は考えている）。

## 関連出版
- アドルフ・マイヤー編『バウハウスの実験住宅　バウハウス叢書3』
貞包博幸訳、中央公論美術出版、1991年、新装版2019年。ISBN 978-4805510537